# Nienke de la Rive Box
Katharina (Nienke) de la Rive Box (Nigtevecht, 1986) is een Nederlandse presentatrice en actrice.

## Loopbaan
De la Rive Box groeide op in Nigtevecht, een dorp in de provincie Utrecht. Op de middelbare school, het Sint-Vituscollege, begon ze met vrienden een cabaretgroepje. Ze studeerde drama aan de Toneelschool Arnhem en behaalde in 2009 haar diploma.
De la Rive Box ging aan de slag als freelance actrice. Ze speelde rollen in stukken van Het Zuidelijk Toneel 2008, Toneelgroep Oostpool 2009 en Bonte Hond 2012. In 2010 nam ze deel aan het NPS-hoorspel De Moker in 70 afleveringen naast Nelly Frijda en Jenny Arean. Tijdens de Nederlandse Muziekdagen 2010 leende ze haar stem aan de NTR-mini-hoorspelen "Boodschappen' en 'U bevindt zich hier' In 2011 speelde ze een rol als stemactrice in het hoorspel 'Mannen die vrouwen haten', gebaseerd op het gelijknamige boek van Stieg Larsson.
In 2012 werd De la Rive Box een van de vaste presentatoren van het NTR-programma Het Klokhuis. Later mocht ze meer programma's presenteren voor de NTR: De Buitendienst (vanaf 2014) en Superbrein (vanaf 2016). Ook was De la Rive Box twee seizoenen lang actief als deelnemer aan het programma Zapp Your Planet. 

Door haar drukke presentatiewerkzaamheden was De la Rive Box steeds minder te zien als actrice. In 2013 speelde ze haar voorlopig laatste rol op het toneel, in een stuk van het gezelschap 'Bonte Hond'.
Vanaf 2016 is De la Rive Box werkzaam voor BNNVARA als een van de presentatoren van het programma 3 op Reis.
In 2016 hervatte De la Rive Box het acteren en debuteerde ze in een bioscoopfilm, de jeugdfilm MeesterSpion. Daarnaast speelde ze nog een kleine rol in de tv-serie Toon.
In 2017 is De la Rive Box te zien geweest in enkele afleveringen van de quiz De Slimste Mens. In 2024 deed ze mee aan de quiz The Connection.

## Toneel
| Jaar        | Voorstelling             | Gezelschap           |
| ----------- | ------------------------ | -------------------- |
| 2009        | Zomergasten              | Toneelgroep Oostpool |
| 2008 - 2010 | De Grote Verkiezingsshow | Het Zuidelijk toneel |
| 2012        | Dropwolf                 | Bonte Hond           |

## Presentatie
| Jaar       | Programma        | Omroep  |
| ---------- | ---------------- | ------- |
| 2012-2023  | Het Klokhuis     | NTR     |
| 2014-2020  | De Buitendienst  | NTR     |
| 2016-2017  | Superbrein       | NTR     |
| 2016-heden | 3 op Reis        | BNNVARA |
| 2021       | Zapp Your Planet | Zapp    |

## Filmografie
| Film | Film         | Film            | Film        |
| Jaar | Productie    | Rol             | Opmerkingen |
| ---- | ------------ | --------------- | ----------- |
| 2016 | MeesterSpion | Karin MacKenton |             |